# Pesti Hazai Első Takarékpénztár

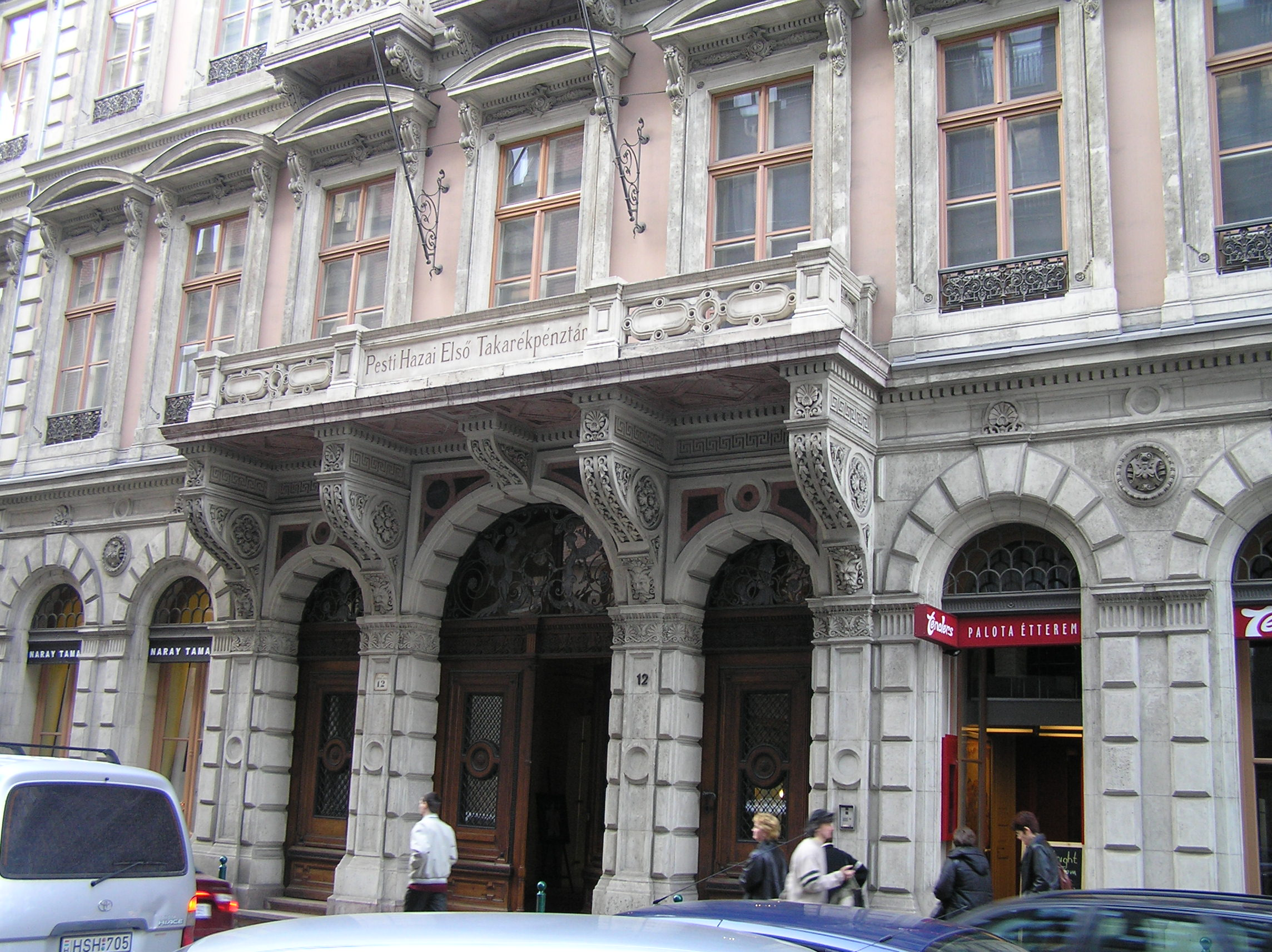
A régi székhely Budapest V. kerületében, Károlyi utca 12.

A Pesti Hazai Első Takarékpénztár egyesületi formában Fáy András kezdeményezésére alakult meg. Az egyesületet 1839. december 30-án alapították, a bank 1840. január 11-én kezdte meg a működését, mint az első önálló magyar pénzintézet.

## Előzmények
Olyan intézményt tervezett, amelyet a szegényebb néposztályok is igénybe vehetnek. Hosszú előkészítő munka után 1840. január 11-én 423 alapító taggal megkezdte munkáját az első magyar takarékpénztár.
A Pesti Hazai Első Takarékpénztár megalapítása Magyarország gazdasági emancipációjának kezdetére esik, és példája lett az ország többi takarékpénztárainak, sikerei pedig buzdításul szolgáltak követőinek. Megalapítása kizárólag Fáy András érdeme, aki irodalmi s társadalmi úton, vármegyei és törvényhozási gyűléseken agitált mellette, míg végre Pest vármegye 1839. évi közgyűlésének támogatásával 1840. elején megkezdte működését.

## Története
Üzletköre: betétek kamatoztatása, váltókölcsönök és ingatlanokra kihelyezett jelzálogkölcsönök folyósítása képezte. 1845-ben az intézmény részvénytársasággá alakult, majd a kiegyezés után rohamos fejlődésnek indult. Nagy szerepet játszott a 19. század végén a nagy budapesti építkezések finanszírozásában. Takarékpénztári jellegét mindvégig megőrizte. A bevételek túlnyomó többsége kamatokból és szelvényjövedelemből származott. A takarékpénztárról az alapító Fáy András könyvet is írt. Az intézményt 1948-ban államosították, majd felszámolták (bár 1977-ben papíron még létezett). Üzletágait az Országos Takarékpénztár (OTP) vette át.

## Alapítása
Alapításkori szervezetében azonban tisztán humanitárius intézmény volt, amennyiben egyfelől a takarékosság gyámolítására s az uzsora kiirtására vállalkozott, emellett munkásságának eredményeit közcélokra kívánta fordíttatni. Az alapítók legnagyobb része a birtokos nemességből került ki, de sokan voltak a kereskedők s a honoráciorok is; az intézet megnyitásakor csak 326 részvény volt jegyezve, 1844-ben már 667 db. 
A következő évtől kezdve nem vett föl a takarékpénztár új tagot, s ez évben Kossuth Lajos indítványára részvénytársasággá alakult át. Üzletmenete folyton élénkült s minden év fokozatosan nagyobb és nagyobb nyereséggel záródott le.
Csak az 1848–49-es forradalom és szabadságharc zavarta meg a fejlődését, amennyiben a forgalomban volt magyar bankjegyek és papírpénzek hitelingadozásai, meg a zavaros háborús idők nagyon megrendítették az egész hiteléletet. Különösen két körülmény összetalálkozása sújtotta nagyon érzékenyen a többi takarékpénztárakkal együtt a PHET-t is; nevezetesen a hitel megrendülése miatt a közönség hirtelen, rohamosan szedte ki betéteit s egyidejűleg a takarékpénztárak nem tudták behajtani követeléseiket, mert az üzleti élet pangott, a nemesi birtokokat pedig védte az 1848. évi moratórium. A PHET a kormánytól két ízben is kapott ugyan ekkor 100 000 forintra menő kölcsönt, de ennek dacára sem tudta már 1848 júl. havában mindenkinek a betétét visszafizetni.
A szabadságharc leveretése után ezekhez járult még a magyar pénzjegyekben történt veszteség is, amely a PHET-nál 177 167 forintra ment. A nagy csapásokat azonban már az abszolutisztikus korszak ideje alatt kiheverte az intézet, sőt 1868. az alap- és tartaléktőkéjét egy millióra forintra, 1871. pedig már 2 400 000 forintra emelte fel. A Pallas nagy lexikona lezárásakor 5000 darab 1000 forintra névértékű részvényen 5 000 000 forint alaptőke volt befizetve. Évi osztalékai a névérték 40-50%-os kamatozásának feleltek meg.

## Lásd még
- Szeged-Csongrádi Takarékpénztár